# Selenoproteïna Tryp
La selenoproteïna Tryp (SelTryp) és una proteïna present en els tripanosomàtids, que està codificada en el cromosoma 4 (889449..891788) i té una mida de 2.340 parells de bases.
Els tripanosomàtids són un grup exclusiu de protozous paràsits cinetoplàstids responsables de malalties com ara la malaltia de la son o la malaltia de Chagas, causats per Trypanosoma spp. i d'altres formes diferents de leishmaniosis, causades per Leishmania spp. Es coneix la seqüenciació completa d'ambdós genomes L'anotació genòmica correcta i la comprensió de les funcions proteiques d'aquests organismes es consideren crucials pel desenvolupament de nous fàrmacs i per a la profilaxi de les malalties que causen. El problema és que les eines d'anotació actuals no són capaces d'identificar gens que codifiquen selenocisteïna (Sec), ja que es codifiquen pel codó UGA, un codó de terminació. Tant en Leishmània major, com Trypanosoma cruzi i Trypanosoma brucei s'han identificat gens que codifiquen homòlegs de la selenofosfatasa sintasa, un enzim que genera selenofosfat, el donador de seleni necessari per a la biosíntesi de Sec.